# Bundesautobahn 672
La Bundesautobahn 672, abbreviata anche in A 672, è una breve autostrada tedesca della lunghezza di 3 km che collega l'autostrada A 5 e l'autostrada A 67, al centro della città di Darmstadt.

## Percorso
| A 672 |           |                             |     |                |                |
| Tipo  | n° uscita | Indicazione                 | km  | Corrispondenze | Strada europea |
|       | 1         | Dreieck Darmstadt Griesheim | 2,6 |                |                |
|       | 2         | Dreieck Darmstadt           | 1,3 |                |                |
|       | 3         | Darmstadt West              | 0,5 |                |                |
|       |           | Fine Autostrada             | 0,0 |                |                |